# Meher El Bouthouki
Meher El Bouthouki – tunezyjski zapaśnik walczący w stylu klasycznym. Srebrny medalista mistrzostw Afryki w 2007 i brązowy w 2005 roku.